# デジカメプリントチャンネル
デジカメプリントチャンネルとは、デジタルカメラや携帯電話で撮影した画像を、富士フイルム提供のデジカメプリントサービスに申し込んで、写真・アルバム・名刺などに印刷して配達してもらうために利用するWiiチャンネルである。2008年7月23日に配信が開始され、2013年6月28日にサービス終了した。
このチャンネルは、Wiiをインターネットに接続して『Wiiショッピングチャンネル』内の「Wiiチャンネル」からダウンロード（無料）することで利用可能となる。また、このチャンネルの機能上、利用時にもインターネットに接続する必要がある。

## 概要
注文できるものは以下の通り。
- Lサイズの写真プリント
- スクエアタイプのフォトアルバム
- A4サイズのフォトアルバム
- Miiや写真を使ったWii名刺

## 特徴
- A4サイズの写真集、Wii名刺の場合、デザインに任天堂のキャラクターを選択することができる。また、スクエアタイプのフォトアルバムの場合、デザインにWiiというデザインを選択できる。
- Wii本体を更新すると、写真チャンネルのバージョンが 1.1a になり、デジカメプリントチャンネルを直接写真チャンネルから起動できるようになる。ただし、SDカードの写真を見ているときのみ可能。
- 支払いはクレジットカード決済のみ。VISA、MasterCard、JCB、AMEX、Diners が使用できる。
- Ver.4.0以降のWii本体では、デジカメプリントチャンネルを更新することによってSDHCメモリーカードが使用可能。